# McKim, Mead & White

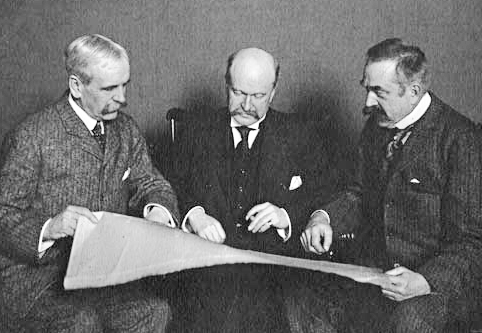
Os sócios fundadores da firma, Willian Rutherford Mead, Charles Follen Mckim e Stanford Right (da esquerda para a direita)

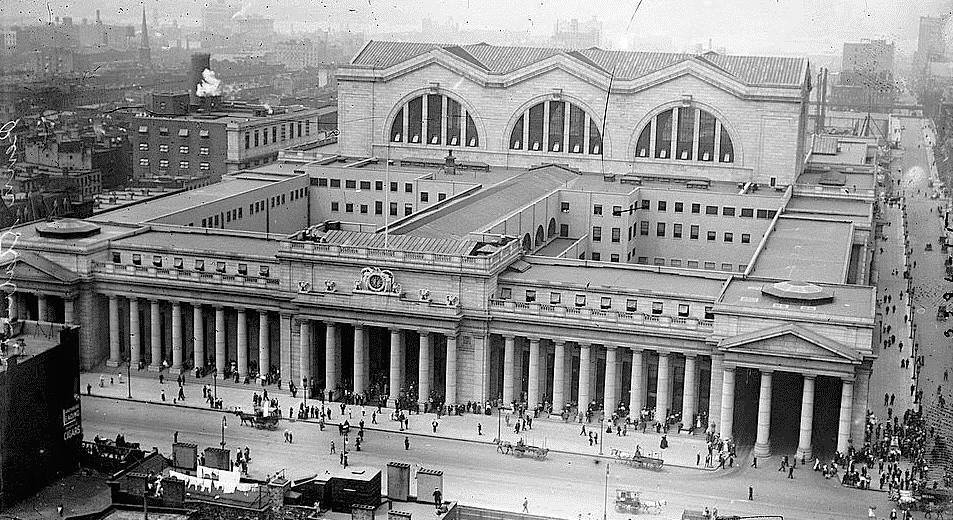
A Pennsylvania Station em Nova Iorque, 1911

Mckim, Mead & White foi uma firma de arquitetura americana que ajudou a definir a arquitetura, o urbanismo e os ideais da Renascença Americana na Nova Iorque de fin de siècle. Os sócios fundadores da firma, Charles Follen Mckim (1847-1909), Willian Rutherford Mead (1846-1928) e Stanford White (1853-1906), eram gigantes da arquitetura de sua época, e permaneceram importantes inovadores e líderes durante o desenvolvimento da moderna arquitetura mundial. Eles formaram uma escola de engenheiros com treinamento clássico e tecnologicamente hábeis que atuaram bem no meio do Século XX. De acordo com Robert A. A. Stern, apenas Frank Lloyd Right foi mais importante para a identidade e características da moderna arquitetura americana.
Os edifícios projetados pela firma em Nova Iorque incluem a antiga Penn Station, o Museu do Brooklyn e o campos principal da Universidade Columbia. Em outros lugares do Estado de Nova Iorque e da Nova Inglaterra, a firma projetou colégios, bibliotecas, escolas e outros edifícios como a Biblioteca Pública de Boston e o Capitólio de Rhode Island. Em Washington D.C., a forma renovou as alas oeste e leste da Casa Branca, projetou o Roosevelt Hall e o Museu Nacional da História Americana. Pelos Estados Unidos, a firma projetou edifícios em Illiois, Michigan, Ohio, Pennsylvania, Tennessee, Washington e Wisconsin.O alcance e a amplitude de suas realizações são surpreendentes, considerando que muitas das tecnologias e estratégias que empregavam eram incipientes ou inexistentes quando começaram a trabalhar na década de 1880.